# Anna Nehrebecka

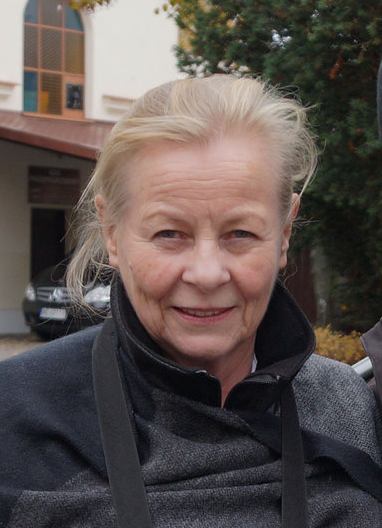
Anna Nehrebecka im Jahr 2016

Anna Nehrebecka (* 16. Dezember 1947 in Bytom, Polen) ist eine polnische Schauspielerin.

## Leben
Anna Nehrebecka wurde in der Nachkriegszeit in Bytom geboren. Sie studierte Schauspiel an der Aleksander-Zelwerowicz-Theaterakademie Warschau, wo sie 1969 ihren Abschluss machte und im gleichen Jahr Ensemblemitglied am Polnischen Theater in Warschau wurde. Ein Jahr zuvor gab sie ihr Filmdebüt in Das Gespenst von Canterville. Internationale Bekanntheit erlangte sie durch ihre Rolle in dem Film Das gelobte Land von Andrzej Wajda, der für einen Oscar nominiert wurde. 2014 erhielt sie für ihre Rolle in dem Film In meinem Kopf ein Universum den Polnischen Filmpreis als Beste Nebendarstellerin.
Sie war mit dem Schauspieler Gabriel Nehrebecki (1937–1991) verheiratet, das Paar ließ sich scheiden. Sie ist mit dem polnische Diplomaten Iwo Byczewski verheiratet, mit dem sie zwei Kinder hat,

## Filmografie
- 1968: Das Gespenst von Canterville (Duch z Canterville)
- 1971: Familienleben (Życie rodzinne)
- 1975: Das gelobte Land (Ziemia obiecana)
- 1994: Panna z mokrą głową
- 2013: In meinem Kopf ein Universum (Chce się żyć)
- 2025: „Ziemia obiecana“ – 50 lat później

## Auszeichnungen
- 2014: Polnischer Filmpreis – Beste Nebendarstellerin (in dem Film In meinem Kopf ein Universum)